# Tony Smith (basket-ball, 1970)
Pour les articles homonymes, voir Tony Smith.
Ne doit pas être confondu avec Tony Smith (basket-ball, 1968).
Tony Smith, né le 13 février 1970, à Norfolk, en Virginie, est un ancien joueur américain de basket-ball. Il évolue au poste de meneur. 

## Palmarès
- USBL All-Rookie Team 1992
- Meilleur passeur USBL 1992